# Ersmark (gmina Skellefteå)
Ersmark – miejscowość (tätort) w Szwecji, w regionie administracyjnym (län) Västerbotten, w gminie Skellefteå.
Według danych Szwedzkiego Urzędu Statystycznego liczba ludności wyniosła: 875 (31 grudnia 2015), 859 (31 grudnia 2018) i 839 (31 grudnia 2019).